# La Valette-du-Var
La Valette-du-Var je město na jihu Francie v departmentu Var a regionu Provence-Alpes-Côte d'Azur. Má 22 067 obyvatel.

## Partnerská města
- Bosca, Rumunsko, 1990
- Liévin, Francie, 2000
- Novočerkassk, Rusko, 1992
- Villingen-Schwenningen, Německo, 1970